# Sirona Dorsa
I Sirona Dorsa sono una struttura geologica della superficie di Venere.